# Gonzalo Montiel
Gonzalo Montiel (González Catán, 1 de janeiro de 1997) é um futebolista argentino que atua como lateral-direito. Atualmente joga no River Plate.

## Carreira

### River Plate
Montiel fez sua estreia em 30 de abril de 2016 no empate do River Plate contra o Vélez Sarsfield por 0 a 0, entrando no lugar de Pablo Carreras no intervalo.Ele jogou quatro partidas na temporada 2016–17. Ele participou do título da Copa Argentina 2016/2017, após disputar todas as partidas das oitavas de final até a final, em que seu time venceu o Tucumán. Disputou a Copa Libertadores, marcando um gol e dando três assistências, jogando todos os minutos das quartas de final às semifinais, onde o River Plate foi derrotado pelo Lanús.
Na temporada 2017-18, Montiel jogou 35 partidas, quinze delas na liga. Ele fez 14 partidas até erguer a Copa Libertadores no Santiago Bernabéu contra o Boca Juniors. Disputando cinco partidas pela Copa Argentina, o time foi eliminado nos pênaltis nas semifinais contra o Gimnasia. A equipe garantiu a dobradinha naquela temporada ao vencer o Boca Juniors na Supercopa Argentina.Após vencer a Copa Libertadores 2018, o River disputou o Mundial de Clubes, onde terminou em terceiro.
Na temporada seguinte, Montiel disputou 12 partidas pelo campeonato sem ser substituído. Pela segunda temporada consecutiva, Montiel chegou à final da Copa Libertadores após doze partidas; porém, o River Plate seria derrotado pelo Flamengo. Ele venceu a Copa Argentina mais uma vez na vitória do River sobre o Central Córdoba - ele jogou todos os minutos da corrida pela copa. Montiel voltou a disputar a Recopa com o River superando uma derrota por 1 a 0 na primeira mão para ganhar o troféu com uma vitória por 3 a 0 sobre o Athletico Paranaense.
Montiel encerrou sua passagem pelos Milionários, aos 24 anos, onde disputou um total de 136 partidas, marcou seis gols e deu 14 assistências.

### Sevilla
Em 13 de agosto de 2021, sua transferência para o Sevilla foi oficializada, o clube espanhol pagou cerca de € 11 milhões brutos por 80% dos direitos econômicos, mais 15% dos ganhos de capital de uma futura venda de Montiel.
Em sua primeira temporada, Montiel disputou 28 partidas pelo Sevilla: quatro na Liga dos Campeões da Europa, duas na Liga da Europa, 18 no Campeonato Espanhol e quatro na Copa da Espanha. Além disso, fez um gol e acumulou 1776 minutos em campo.

### Retorno ao River Plate
No dia 20 de janeiro de 2025, o argentino retornou ao River Plate, contrato que dura 3 anos. O jogador foi transferido ao River Plate por cerca de € 4 Milhões.

## Seleção Argentina
Em março de 2019, Montiel foi convocado para argentina por amistosos contra Venezuela e Marrocos pelo técnico Lionel Scaloni. Em 22 de março, Montiel fez sua estreia contra a Venezuela.

### Copa América de 2021
Em 11 de junho de 2021, Montiel foi um dos 28 convocados anunciados pela Argentina para a Copa América. Ele disputou quatro das sete partidas disputadas pelo time no torneio, incluindo a final, ele terminou com um tornozelo sangrando em decorrência de um desarme de Fred no primeiro tempo.

### Copa do Mundo de 2022
Em 11 de novembro de 2022, ele foi selecionado por Lionel Scaloni para participar da Copa do Mundo de 2022, no Catar.
Montiel participou de 4 jogos na Copa, porém sua participação foi fundamental: ele foi o responsável por cobrar o pênalti decisivo contra a França na final, permitindo à Argentina conquistar sua terceira estrela.

## Títulos
River Plate
- Copa Libertadores da América: 2018
- Recopa Sul-Americana: 2016 e 2019
- Copa Argentina: 2015-16, 2016-17 e 2018-19
- Supercopa Argentina: 2017 e 2019
- Campeonato Argentino: 2021

Sevilla
- Liga Europa da UEFA: 2022–23
- Desafio de Clubes da UEFA–CONMEBOL: 2023[22]

Seleção Argentina
- Copa América: 2021 e 2024
- Finalissima: 2022
- Copa do Mundo FIFA: 2022

### Prêmios Individuais
- Seleção da Copa Libertadores: 2020
- Seleção ideal da América do Sul pelo jornal El País: 2020[23]